# Paraleprodera crucifera
Paraleprodera crucifera är en skalbaggsart som först beskrevs av Fabricius 1793.  Paraleprodera crucifera ingår i släktet Paraleprodera och familjen långhorningar.
Artens utbredningsområde är Sri Lanka. Inga underarter finns listade i Catalogue of Life.